# Albessen
Albessen là một đô thị ở huyện Kusel, bang Rheinland-Pfalz, phía tây nước Đức. Đô thị Albessen có diện tích 4,43 km².